# Alice Ghostley
Alice Ghostley, née le 14 août 1923 à Eve (en), Missouri, États-Unis et morte le 21 septembre 2007 à Studio City, Los Angeles, Californie, États-Unis, est une actrice américaine. Elle a joué le rôle de Naomi mais surtout d'Esmeralda dans Ma sorcière bien-aimée, une sorcière gardienne d'enfants de 1969 à 1972. Elle meurt le 21 septembre 2007 des suites d'un cancer du côlon.

## Biographie
Alice Ghostley a été mariée à Felice Orlandi de 1953 à 2003.

## Filmographie
- 1953 : Freedom Rings (série télévisée)
- 1954 : New Faces (en)
- 1957 : Cinderella (TV) : Stepsister Joy
- 1960 : Shangri-La (TV) : Miss Brinklow
- 1960 : Hooray for Love (TV)
- 1962 : Du silence et des ombres (To Kill a Mockingbird) : Aunt Stephanie Crawford
- 1963: Mes six amours et mon chien (My Six Loves) de Gower Champion :Selena Johnson
- 1967 : Captain Nice ("Captain Nice") (série télévisée) : Carter's Mother (unknown episodes)
- 1967 : Une sacrée fripouille (The Flim-Flam Man) : Mrs. Packard
- 1967 : Le Lauréat (The Graduate) de Mike Nichols : Mrs. Singleman
- 1968 : Il y a un homme dans le lit de maman (With Six You Get Eggroll) : Molly the Maid
- 1969 : Viva Max! : Hattie
- 1969 : Ma sorcière bien aimée (Bewitched) : Esméralda
- 1968 : Mayberry R.F.D. (en) (série télévisée) : Alice (unknown episodes, 1970-1971)
- 1971 : Two on a Bench (TV) : Mrs. Kramer
- 1972 : The Julie Andrews Hour (en) (série télévisée)
- 1973 : Ace Eli and Rodger of the Skies : Sister Lite
- 1976 : Le Rayon bleu (Blue Sunshine) : O'Malley's Neighbor
- 1976 : Gator de Burt Reynolds : Emmeline Cavanaugh
- 1978 : Record City (en) : Worried Wife
- 1978 : Rabbit Test : Nurse Tunn
- 1978 : Grease : Mrs. Murdock
- 1980 : Katmandu (TV)
- 1984 : The Hoboken Chicken Emergency (en) (TV) : Narrator / Mrs. Gluskin
- 1984 : Not for Publication : Doris Denver
- 1988 : The Wrong Guys (en)
- 1985 : Petite merveille ("Small Wonder") (série télévisée) : Ida Mae Brindle (unknown episodes, 1988-1989)
- 1985 : Les Routes du paradis ("Highway To Heaven") (série télévisée) : Madame Schtepmutter (épisode 29, 1985)
- 1990 : Perry Mason: The Case of the Silenced Singer (TV)
- 1995 : Izzy's Quest for Olympic Gold (TV)
- 1997 : Channel Umptee-3 (en) (série télévisée) : Pandora Rickets (voix)
- 1998 : Drôle de couple 2 (The Odd Couple II) : Esther, the Whiner
- 1998 : La Famille Addams : Les retrouvailles (Addams Family Reunion) (vidéo) : Granny
- 1999 : Palmer's Pick Up (es) : Eleanor Palmer
- 2000 : Whispers: An Elephant's Tale (en) : Tuskless (voix)
- 2002 : Mothers and Daughters : Doctor